# Langrolay-sur-Rance
 Langrolay-sur-Rance  (en bretón Langorlae) es una población y comuna francesa, situada en la región de Bretaña, departamento de Côtes-d'Armor, en el distrito de Dinan y cantón de Ploubalay.

## Demografía
| 484 | 464 | 428 | 466 | 584 | 679 |
| Para los censos de 1962 a 1999 la población legal corresponde a la población sin duplicidades (Fuente: INSEE [Consultar]) |     |     |     |     |     |